# 김진욱 (2000년)
김진욱(2000년 1월 13일 ~ )은 전 KBO 리그 한화 이글스의 투수이다.

## 한화 이글스시절
2018년에 2차 10라운드로 입단하였다. 2018년 4월 20일 넥센전에서 구원 등판하며 데뷔 첫 경기를 치렀고, 경기에서 1이닝 무실점을 기록했다. 4월 29일 롯데전에서 2000년생 선수들 중 처음으로 데뷔 첫 선발 등판해 2이닝 3피안타, 3사구, 1탈삼진, 2실점을 기록했다.

## 별명
- 동명이인인 김진욱의 별명이 '커피'여서 '작은 커피'라고 불린다. 줄여서 '작커', '작피'라고도 불린다.

## 출신 학교
- 서울망원초등학교 (마포구리틀)
- 경기 신일중학교
- 유신고등학교

## 통산 기록
| 연도 | 팀명  | 평균자책점 | 경기 | 완투 | 완봉 | 승 | 패 | 세 | 홀 | 승률  | 타자 | 이닝 | 피안타 | 피홈런 | 볼넷 | 사구 | 탈삼진 | 실점 | 자책점 |
| ---- | ----- | ---------- | ---- | ---- | ---- | -- | -- | -- | -- | ----- | ---- | ---- | ------ | ------ | ---- | ---- | ------ | ---- | ------ |
| 2018 | 한화  | 6.35       | 3    | 0    | 0    | 0  | 0  | 0  | 0  | -     | 30   | 5.2  | 6      | 0      | 3    | 3    | 4      | 4    | 4      |
| 2019 | 한화  | 0.00       | 1    | 0    | 0    | 0  | 0  | 0  | 0  | -     | 4    | 1    | 0      | 0      | 1    | 1    | 0      | 0    | 0      |
| 2020 | 한화  | 5.64       | 22   | 0    | 0    | 3  | 4  | 1  | 0  | 0.429 | 206  | 44.2 | 50     | 9      | 25   | 5    | 29     | 29   | 28     |
| 통산 | 3시즌 | 5.61       | 26   | 0    | 0    | 3  | 4  | 1  | 0  | 0.429 | 240  | 51.1 | 56     | 9      | 29   | 9    | 33     | 33   | 32     |